# サンウエーブ工業
サンウエーブ工業株式会社（サンウエーブこうぎょう、英: SUNWAVE CORPORATION）は、かつて存在したシステムキッチンやシステムバス、洗面器などの製造を行っていた企業である。

## 概要
社名の正式な表記は「サンウエーブ工業」である。「サンウェーブ工業」は誤植であり、「エ」は小書きしない。
LIXILグループ傘下。過去に自主再建を断念して会社更生法を申請し、倒産したことがある。2009年（平成21年）6月19日に住生活グループと資本・業務提携、第三者割当増資により同社が筆頭株主となった。
さらに2010年（平成22年）4月1日には株式交換によって（一時的に）住生活グループの完全子会社となった。なお元筆頭株主の日新製鋼（現日本製鉄）は、2010年（平成22年）4月7日に住生活グループから全株式の20%を譲り受け、持分法適用関連会社として今後も資本・業務面で協力していく方針となったものの、2011年4月1日に2代目トステム・東洋エクステリア・新日軽・INAX・初代LIXILが合併して誕生した2代目LIXILの生産子会社になった。
2015年（平成27年）4月1日に2代目LIXILに吸収合併され、解散した。合併後のLIXILでも「サンウエーブ」ブランドは存続している。

## 沿革
- 1936年（昭和11年）6月1日 - 中外精工株式会社が設立。
- 1946年（昭和21年） - 菱和木工株式会社が設立。
- 1947年（昭和22年） - 菱和木工株式会社は菱和工業株式会社に商号を変更。
- 1954年（昭和29年） - 菱和工業株式会社と三中産業株式会社が合併。サンウエーブ工業株式会社（初代）に商号を変更。
- 1960年（昭和35年） - 中外精工株式会社はアポロ工業株式会社に商号を変更。
- 1964年（昭和39年） - サンウエーブ工業（初代）が会社更生法を申請。その再建のため、アポロ工業がサンウエーブ工業（初代）を吸収し、サンウエーブ工業株式会社（2代目）に商号を変更。
- 1975年（昭和50年） - 東京と大阪に株式を店頭登録。
- 1983年（昭和58年） - サンウエーブ機材株式会社と合併。
- 1990年（平成2年） - 東京証券取引所市場第二部に株式を上場。
- 1991年（平成3年） - 東京証券取引所市場第一部に株式を上場。
- 2009年（平成21年） - 株式会社住生活グループと資本・業務提携。
- 2010年（平成22年）
  - 3月29日 - 東京証券取引所市場第一部上場廃止。
  - 4月1日 - 株式交換によって株式会社住生活グループの（一時）完全子会社化。
  - 4月7日 - 日新製鋼株式会社に全株式の20%を譲渡、株式会社住生活グループの連結子会社・日新製鋼株式会社の持分法適用関連会社となる。
- 2011年（平成23年）4月1日 - 開発・管理部門を株式会社LIXIL（2代目。以下同）へ統合。同社の生産子会社となる。
- 2013年（平成25年）4月1日 - LIXILの完全子会社となる。
- 2015年（平成27年）4月1日 - LIXILに吸収合併され解散。

## 事業所
- 本社・深谷工場 - 埼玉県深谷市幡羅町一丁目10-1
- 桐生工場 - 群馬県桐生市相生町5-180
- 社工場 - 兵庫県加東市上三草1131-6

## 関連会社
- サンウエーブリビングデザイン株式会社
- 株式会社沖縄サンウエーブ販売
- サンウエーブ水戸株式会社
- サンウエーブ可児株式会社

## 過去のスポンサー番組
- サンウエーブ火曜劇場（フジテレビ、一社提供）
- 愛ラブ・リビング（日本テレビ）
- FNNスーパータイム（フジテレビ）
- 金曜エンタテイメント（フジテレビ）
- 旅・わくわく（中部日本放送制作・TBS系列） ほか